# Iullemmeden-bekken

Het Iullemmedenbekken

Overzicht van bekkens in Afrika

het Iullemmedenbekken is een bekken gelegen ten zuiden van de Sahara in West-Afrika. Het bekken is van noord naar zuid 1000 km lang en van oost naar west 800 km breed. Het beslaat het westen van Niger, delen van Algerije, Mali, Benin en Nigeria. De naam komt van de Iullemmeden, een federatie van Tuaregs die in het centrale gebied van Niger leven.

## Ontstaan
Het bekken is ontstaan tijdens het Perm en Trias, rond de Perm-Trias-massa-extinctie. Door het centrum van het bekken lopen van het noordnoordoosten naar het zuidzuidwesten twee breuklijnen. In het noordoosten, in de buurt van het Aïrgebergte lopen de breuklijnen westzuidwest-oostnoordoost.
De sedimenten van het Cambrium tot het Pleistoceen zijn 1500 tot 2000 meter dik. Potentieel waardevolle mineralen zijn onder andere uranium, koper, kool en zout. Niger is een van de grootste producenten van uranium in de wereld.